# Martin Meehan
Martin Meehan (* 1945 in Belfast; † 3. November 2007 ebenda) war ein nordirischer Politiker der Sinn-Féin-Partei und Freiwilliger der Belfast Brigade der Provisional IRA.

## Biografie
Martin Meehan trat 1966 in die IRA ein und wechselte 1969 in die abgespaltene Provisional IRA. Im katholischen Arbeiterbezirk Ardoyne im Norden von Belfast stieg er zu einem namhaften Kommandeur innerhalb der Belfast Brigade unter Billy McKee auf. Als Beschützer der Katholiken vor gewaltbereiten Protestanten erlangte die IRA in Ardoyne während der Unruhen im Juni 1970 viel Sympathie und regen Zulauf. Bis zu diesem Zeitpunkt soll er sich bereits ein- oder zweimal in Gewahrsam befunden haben.
Ardoyne wurde anschließend zu einem der gefährlichsten Stadtteile für britische Sicherheitskräfte. Bei Patrouillen wurden dort zwischen Februar und Oktober 1971 mehrere Polizisten und Soldaten durch Heckenschützen getötet. Allein das Regiment Green Howards der British Army erlitt in zwei Monaten Verluste von fünf Gefallenen und etwa 40 Verwundeten. Meehan und seine Männer sollen zudem im März 1971 drei dienstfreie Soldaten des Royal Regiment of Scotland bei Ligoniel nördlich von Ardoyne in einen Hinterhalt gelockt und erschossen haben. Der Vorfall führte zur Erhöhung des Mindestalters für Soldaten in Nordirland und hatte den Rücktritt des nordirischen Premierministers James Chichester-Clark zur Folge. Martin Meehan galt inzwischen als eines der meistgesuchten IRA-Mitglieder des Vereinigten Königreichs.
Am 9. November 1971 wurde er in einem Club in Belfast verhaftet und laut eigener Aussage gefoltert, entkam jedoch am 2. Dezember 1971 mit zwei weiteren IRA-Männern aus dem Belfaster Crumlin-Road-Gefängnis und floh nach Irland. Am 27. Januar 1972 leitete er vom irischen County Louth aus einen Angriff auf eine Einheit der Royal Scots Dragoon Guards im County Armagh auf nordirischer Seite, bei dem jedoch niemand verletzt oder getötet wurde. Nach diesem Vorfall verhafteten irische Sicherheitskräfte Meehan und sechs weitere IRA-Männer wegen Waffendelikten, entließen ihn jedoch noch im Februar.
Er kehrte später nach Nordirland zurück, wo er nach einem Hinweis am 9. August 1972 in der Jamaica Street in Ardoyne verhaftet wurde. Zu seiner Festnahme hatten die Sicherheitsbehörden über 100 Soldaten der British Army und Royal Marines aufgeboten. Er wurde anschließend als erste Person wegen Mitgliedschaft in der Provisional IRA verurteilt. Am 5. Dezember 1975 wurde er als einer der letzten Häftlinge der Internment-Politik aus dem Long Kesh Prison entlassen.
Im Juli 1979 wurden Meehan und fünf weitere IRA-Männer wegen Entführung, Misshandlung und Freiheitsberaubung an einem Informanten der Sicherheitsbehörden verhaftet. Meehan wurde anschließend bis 1985 inhaftiert. Zu seiner Freilassung hatte Erzbischof Tomás Séamus Ó Fiaich beigetragen. 1986 soll er an der Entführung und Freiheitsberaubung eines Soldaten in Ardoyne beteiligt gewesen sein und wurde 1988 erneut verurteilt. Diesmal verbrachte er bis 1994 im Gefängnis.
Nach seiner Entlassung wurde er ein führendes Mitglied der Sinn-Féin-Partei und Vorsitzender einer Organisation, die sich für die Freilassung paramilitärischer Gefangener einsetzte. Er unterstützte Gerry Adams und Martin McGuinness im nordirischen Friedensprozess und verkündete als einer der ersten IRA-Kommandeure das Ende der Kampfhandlungen. 1998 stellte er sich für den Bezirk South Antrim der Wahl zur Nordirland-Versammlung und erhielt 3226 Stimmen. Für South Antrim trat er auch erfolglos bei der Wahl zum britischen Unterhaus 2000 und der Unterhauswahlen 2001 an.
Am 7. Juni 2001 wurde er Stadtrat in Antrim. Bei der Wahl zur Nordirland-Versammlung 2003 in South Antrim erreichte er 4295 Stimmen, unterlag damit aber um 181 Stimmen Unterschied gegen David Ford von der Alliance Party. Bei der Wahl zur Nordirland-Versammlung 2007 trat er nicht mehr an, seinen Platz übernahm Mitchel McLaughlin.
Am 3. November 2007 starb Martin Meehan durch einen Herzinfarkt und wurde am Milltown-Friedhof in Belfast beigesetzt.